# Parc d'État de Gorges
Le parc d'État de Gorges est un parc d'État de Caroline du Nord situé dans le Comté de Transylvania aux États-Unis. Il est situé près de la ville de Cashiers et couvre 29 km2 (7100 acres).
Les terres, le long des gorges de Jocassee, sont achetées par l'État à la Duke Energy en 1999. Le parc est le plus à l'ouest des parcs d'État de Caroline du Nord et un des plus récents. Il est adjacent pour partie à la forêt nationale de Nantahala et à la N.C. Wildlife Resources Commission's Toxaway Game Land.

## Histoire
La forêt primaire du parc a disparu du fait de la main de l'homme au profit d'une forêt secondaire qui fournit un habitat unique[En quoi ?].
Un des plus gros dommages causé par l'homme est la rupture du barrage du lac Toxaway en 1916. Des tonnes d'eau se sont déversées vers le sud dans la rivière Toxaway, s'engouffrant dans les gorges, et ont détruit sur leur passage les communautés[De quoi ?] installées et laissé des piles de débris sur une hauteur de plus de 6 mètres.
Après l'inondation, des citoyens vendent de grandes étendues de terre à la Singer Sewing Machine Company, qui a coupé la plupart des terres[pas clair]. Par la suite, dans les années 1940 et 50, cette société revend la terre à la Duke Energy. La société trouve un intérêt dans la  topographie et la grande pluviométrie de la région, offrant des possibilités  de projets d'hydroélectricité.
Des études pour la conservation de la Gorge Jocassee commencent à la fin des années 1970. Mais ce n'est qu'à la fin des années 1990 que la Duke Energy décide qu'elle n'a plus besoin d'aussi grandes portions des gorges pour des implantations d'usines hydroélectriques et fait une offre de vente aux agences environnementales de Caroline du Nord et de Caroline du Sud. La NC Division of Parks and Recreation crée avec l'aide de citoyens locaux et l'Assemblée générale de Caroline du Nord, ce nouveau parc d'État en 1999.